# Ewa Baum
Ewa Paulina Baum (ur. 27 kwietnia 1976 w Poznaniu) – bioetyk, profesor nauk medycznych i nauk o zdrowiu, dziekan Wydziału Nauk o Zdrowiu Uniwersytetu Medycznego im. Karola Marcinkowskiego w Poznaniu i kierownik Katedry Nauk Społecznych i Humanistycznych.

## Życiorys
W 2000 ukończyła studia magisterskie na kierunku filologia polska na Wydziale Filologii Polskiej i Klasycznej Uniwersytetu im. Adama Mickiewicza w Poznaniu.
W 2008 uzyskała stopień naukowy doktora nauk medycznych na Wydziale Nauk o Zdrowiu Akademii Medycznej im. Karola Marcinkowskiego w Poznaniu.
W 2018 uzyskała stopień naukowy doktora habilitowanego nauk o zdrowiu na Wydziale Nauk o Zdrowiu Uniwersytetu Medycznego im. Karola Marcinkowskiego w Poznaniu.
W 2023 uzyskała tytuł profesora nauk medycznych i nauk o zdrowiu w dyscyplinie nauki o zdrowiu
Zainteresowania naukowe dotyczą kwestii związanych z ekspansywnym rozwojem biomedycyny i kontekstami etycznymi oraz prawnymi, które są implikowane przez te wydarzenia, w tym konsekwencjami rozwoju współczesnej transplantologii, medycyny regeneracyjnej, dializoterapii, jakości życia pacjentów chorych przewlekle oraz ich subiektywnych oczekiwań w zakresie pomocy medycznej, psychologicznej i społecznej, ze szczególnym uwzględnieniem aspektu duchowego.
Autorka trzech i współredaktorka dziewiętnastu monografii oraz ponad 150 artykułów naukowych opublikowanych w czasopismach krajowych i zagranicznych. Laureatka nagród naukowych, np. nagrody za najlepszy abstrakt dotyczący hemodializy przyznawany przez The International Society for Hemodialysis (USA 2015) oraz nagród dydaktycznych (w tym nagrody dla Wykładowcy Roku 2018 na Uniwersytecie Medycznym im. Karola Marcinkowskiego w Poznaniu).
Prowadzi polskojęzyczne i anglojęzyczne zajęcia dydaktyczne z przedmiotów etycznych, bioetycznych, związanych z wielokulturowością i nowoczesną dydaktyką medyczną. Absolwentka programu „Master of didactics in excellent teaching" na Uniwersytecie w Aarhus w 2020.
Członek międzynarodowych zespołów badawczych oraz towarzystw, m.in. European Society for Philosophy of Medicine and Healthcare (ESPMH), a także jedna z pomysłodawczyń podpisania listu intencyjnego w zakresie pracy z pacjentem, wywodzącym się z odmiennego kręgu kulturowego i realizatorka cyklu szkoleń przeciwdziałających wykluczeniu społecznemu.
W 2021 została przez Prezydenta Miasta Poznania Jacka Jaśkowiaka powołana w skład Zespołu ds. Polityki na rzecz Integracji Imigrantów i Imigrantek w Poznaniu. W tym samym roku otrzymała akt powołania do Rady Ekspertów przy Rzeczniku Praw Pacjenta w Warszawie. W 2023 na wniosek prezesa Agencji Badań Medycznych Radosława Sierpińskiego została powołana w skład Naczelnej Komisji Bioetycznej przez ministra zdrowia Adama Niedzielskiego. W tym samym roku - na podstawie uchwały Rady Miasta Poznania - otrzymała akt powołania do Rady ds. integracji migrantek i migrantów. W 2025 na podstawie zarządzenia wojewody wielkopolskiego została powołana w skład Wojewódzkiego Zespołu do spraw Przeciwdziałania Przemocy Domowej.
Jest doradcą zarządu do spraw zagadnień etycznych i bioetycznych Instytutu Praw Pacjenta i Edukacji Zdrowotnej w Warszawie, członkiem Rady Programowej Centrum Badań im. Edyty Stein w Poznaniu i przewodniczącą Komisji ds. Etyki i Dobrych Obyczajów w Nauce w Uniwersytecie Medycznym im. Karola Marcinkowskiego w Poznaniu.

## Monografie naukowe
- Komórki macierzyste jako bioetyczny problem współczesnej medycyny, Wydawnictwo Naukowe Uniwersytetu Medycznego im. Karola Marcinkowskiego, Poznań 2010.
- Jakość życia chorych poddawanych terapii nerkozastępczej, Wydawnictwo Naukowe Uniwersytetu Medycznego im. Karola Marcinkowskiego, Poznań 2017.
- Godna prokreacja, ciąża, poród i połóg. Prawa kobiet, Warszawa 2023 (współautorzy: Dorota Karkowska, Zbigniew Izdebski, Anna Janik).

## Monografie naukowe (redakcja)
- Profesjonalizm w instytucjach opieki zdrowotnej - poradnik dla pracowników, Poznań 2008 (współredaktor Rafał Staszewski);
- Henryk Bręborowicz. Ojciec polskiej medycyny perinatalnej, Poznań 2009 (współredaktor Grzegorz Bręborowicz);
- Wyzwania ochrony zdrowia. Pielęgniarstwo, geriatria, sekretariat medyczny w aspekcie etyki, opieki medycznej i zarządzania, Poznań 2009 (współredaktor Rafał Staszewski);
- Perspektywy ochrony zdrowia. Geriatria, pielęgniarstwo, rynek usług medycznych w kontekście standardów opieki nad pacjentem, Poznań 2010 (współredaktor Rafał Staszewski);
- Kulturowe uwarunkowania opieki nad pacjentem, Poznań 2019 (współredaktorzy: Katarzyna B. Głodowska, Rafał Staszewski, Ewa Murawska);
- Między historią, bioetyką i medycyną. Księga jubileuszowa z okazji 70-lecia urodzin Profesora Michała Musielaka, Poznań 2019 (współredaktorzy: Krzysztof Prętki, Adam Czabański, Katarzyna B. Głodowska);
- Druga Rzeczpospolita w ujęciu multidyscyplinarnym. Księga Jubileuszowa dr. hab. Henryka Lisiaka, Poznań 2019 (współredaktorzy: Krzysztof Prętki, Adam Czabański);
- Schoolchildren in Central and North Europe: On the Need for Transcultural Education. Social, Ethical, Musical and Medical Aspects, Poznań 2020 (współredaktorzy: Ewa Murawska, Jørn Eivind Schau, Mikołaj Rykowski);
- Fenomen tego, co nadchodzi, Poznań 2020 (współredaktorzy: Szczepan Cofta, Anna Grzegorczyk);
- Szkolnictwo w Europie Środkowej i Północnej. O potrzebie edukacji transkulturowej. Aspekty społeczne, etyczne, muzyczne i zdrowotne, Poznań 2021 (współredaktorzy: Ewa Murawska, Jørn Evind Schau, Mikołaj Rykowski);
- Zdrowie publiczne. Wybrane aspekty i problemy, Poznań 2021 (współredaktor Krzysztof Prętki);
- Fenomen tego, co ludzkie, Poznań 2021 (współredaktorzy: Szczepan Cofta, Anna Grzegorczyk);
- Duchowe uwarunkowania opieki nad pacjentem, Poznań 2022 (współredaktorzy: Arkadiusz Nowak, Maria Nowosadko, Katarzyna B. Głodowska);
- Fenomen paidei w czasach zarazy, Poznań 2022 (współredaktorzy: Szczepan Cofta, Anna Grzegorczyk);
- Edukacja jako impuls do społecznej inkluzji, Poznań 2022 (współredaktorzy: Ewa Murawska, Mikołaj Rykowski, Jørn Evind Schau);
- Etyczno-prawne uwarunkowania opieki nad pacjentem, Poznań 2023 (współredaktorzy: Dorota Karkowska, Arkadiusz Nowak, Rafał Staszewski);
- Lekarz w czasach zarazy. Studia z dziejów literatury i medycyny, t. 1, Wrocław 2023 (współredaktorzy: Edward Białek, Dariusz Lewera, Krzysztof Wronecki), Wrocław 2023;
- Opieka okołoporodowa w kontekście zdrowia psychicznego, Poznań 2023 (współredaktorzy Maria Nowosadko, Katarzyna Wszołek, Sigríður Sía Jónsdóttir);
- Education as impulse to social inclusion, Poznań 2023 (współredaktorzy Ewa Murawska, Mikołaj Rykowski, Jørn Eivind Schau, Robin André Rolfhamre);
- Fenomen snu, Poznań 2024 (współredaktorzy: Szczepan Cofta, Anna Grzegorczyk);
- Psychospołeczne uwarunkowania opieki nad pacjentem, Poznań 2024 (współredaktorzy: Arkadiusz Nowak, Rafał Staszewski, Adam Czabański).